# تازه بودن
تازه بودن (انگلیسی: Newness) فیلمی در ژانر رمانتیک، درام به کارگردانی دریک دورمس و نویسندگی بن یورک جونز، محصول کشور ایالات متحده که در سال ۲۰۱۷ منتشر شد. 

## بازیگران
از بازیگرانی که در این فیلم به ایفای نقش پرداخته‌اند می‌توان به هنرمندان زیر اشاره کرد.
- نیکلاس هولت
- لایا کوستا
- کورتنی ایتون
- دنی هوستون
- جسیکا هنویک
- دکتر استر پرل

## داستان
«مارتین» (هولت) و «گابریلا» (کاستا) در لس آنجلس زندگی می‌کنند. مارتین یک داروساز است و گابریلا به عنوان دستیار فیزیوتراپی کار می‌کند. هر دوی آنها دائماً از یک برنامه دوستیابی آنلاین، برای ارتباط جنسی با افراد دیگر استفاده می‌کنند. یک شب، گابریلا و مارتین با دو فرد مختلف از برنامه ملاقات می‌کنند، تا رابطه جنسی داشته باشند؛ اما همه چیز برای آن‌دو به خوبی پیش نمی‌رود. گابریلا از رابطه جنسی‌اش، ناراضی است و قرار ملاقات مارتین به‌خاطر مست بودن بیش از حد پارتنرش به سرانجام نمی‌رسد.
هر دوی آنها به برنامه برمی‌گردند؛ و به‌طور تصادفی با یکدیگر آشنا شده و در یک بار ملاقات می‌کنند. آنها به جای رابطه جنسی، شب را صرف آشنایی، رقص، صرف شام و لذت بردن از همراهی یکدیگر می‌کنند. گابریلا می‌گوید، روابط جدید او را هیجان‌انگیز می‌کند، اما به‌راحتی از آنها خسته می‌شود. او همچنین در مورد زندگی خود در زادگاهش بارسلون، صحبت می‌کند؛ در حالی که مارتین از همسر سابقش، بتانی یاد می‌کند.
گابریلا که احساس می‌کند مارتین باید از رابطهٔ قبلی‌اش خبر داشته باشد، واقعیت آن‌شب را به مارتین می‌گوید و مارتین هم با تعریف داستان نزدیکی نافرجامش، او را می‌پذیرد. نهایتاً سحرگاه و با طلوع خورشید، آنها به آپارتمان مارتین رفته، باهم سکس می‌کنند. با شناخت بیشتر، گابریلا به خانه مارتین نقل مکان می‌کند. آنها با اعتراف به عشق به‌یکدیگر، همزمان از برنامه دوست‌یابی خارج می‌شوند.
یک روز مارتین گابریلا را به ملاقات والدینش می‌برد. پدر مارتین به گابریلا می‌گوید که مادر مارتین دچار زوال عقل است؛ که مارتین قبلاً هرگز به او اشاره نکرده بود. در آنجا گابریلا عکس‌های مختلفی را از مارتین، بتانی و کودکی خواهرش را می‌بیند. در بازگشت به خانه، گابریلا ناراحتی‌اش را از این‌که مارتین هرگز به وضعیت مادر یا خواهرش اشاره نکرده‌است، ابراز می‌کند. مارتین فاش می‌کند که خواهری داشته که در ۱۶ سالگی در یک تصادف جان خود را از دست داده، و دیه او خرج تحصیل مارتین را فراهم کرده است.
گابریلا که گریان و عصبی شده، انتظار دارد چیزی بین آنها مخفی نماند. مارتین که دلیلی برای توضیحات بیشتر نمی‌بیند؛ برای فرار از پنهان‌کاری‌اش، با بی‌رحمی از گابریلا در مورد تمام پسرانی که قبل از آشنایی با او سکس و روابط جنسی داشته‌ است، سؤال می‌کند. نهایتاً گابریلا آپارتمان را ترک کند.
روز بعد و در محل کار، گابریلا با مردی به نام «رولاند» ملاقات می‌کند؛ که با اصرار او را به یک مهمانی شام دعوت می‌کند. در همین حال، مارتین هم توسط همکار دخترش برای رقص سالسا در «کلاب لوس‌گلوبوس» دعوت می‌شود. درنهایت آنها به یکدیگر خیانت می‌کنند. صبح روز بعد گابریلا که از کرده‌اش پشیمان است؛ با رفتن به خانه مارتین به خیانت خود اعتراف می‌کند؛ مارتین هم بنا را بر صداقت گذاشته، پرده از رابطه شب گذشته‌اش برمی‌دارد. آنها با تأکید بر عشق‌شان به دنبال درمان می‌گردند.
با درخواست روان‌شناس، آنها تصمیم می‌گیرند با صداقت تمام، یک رابطهِ‌باز را آغاز کنند. برای شروع، آن‌ها رازهای سکسی گذشته خود را بدون هیچ سانسوری با هم به اشتراک می‌گذارند و در ادامه با هم می‌خوابند.
«بلیک» دوست گابریلا، هر دوی آنها را به مهمانی تولد رئیس‌اش «لاری»، دعوت می‌کند. در آنجا، مارتین با بلیک شروع به لاس‌زدن می‌کند؛ در حالی که گابریلا به لاری نزدیک می‌شود؛ آنها به روابط نامشروع، امّا با اطلاع و درخواست یکدیگر، ادامه می‌دهند؛ مثلاً مارتین از یک رقصنده استریپر خدمت جنسی می‌گیرد یا گابریلا با پسری به انتخاب مارتین، سکس می‌کند. گابریلا پیشنهاد یک تری‌سام را می‌دهد؛ و با انتخاب یک دختر از برنامه دوستیابی، ایده خود را عملی می‌کنند.
گابریلا زمان بیشتری را با لاری و دختر کوچکش می‌گذراند؛ و از رابطه بازش با مارتین برای او می‌گوید. در همین حال، مارتین متوجه می‌شود که بتانی به تازگی صاحب یک فرزند پسر شده‌است. او که عاشق بتانی بوده‌ است، مخفیانه ویدیوهای قدیمی‌شان را تماشا می‌کند. مارتین به تنهایی به یک بار می‌رود و در آنجا با بلیک برخورد می‌کند. مارتین حین مستی، با صداقت شروع به صحبت در مورد بتانی می‌کند؛ و نشان می‌دهد که وقتی آنها با هم بودند، بتانی به خاطر او سقط جنین کرده‌است. او همچنین اعتراف می‌کند که احساسات حل نشده‌ای نسبت به او دارد. بلیک ناخوشایند می‌گوید، که او کسی نیست که با او در این مورد صحبت کند و می‌رود. مارتین بلافاصله به خانه برمی گردد تا با گابریلا صحبت کند؛ اما او خیلی خسته است.
لاری یک گردن بند به گابریلا هدیه می‌دهد؛ که او بعداً آن را از مارتین پنهان می‌کند. صبح روز بعد، گابریلا اعتراف می‌کند که بعد از رابطه جنسی با لاری آمده‌است. مارتین با تصور بتانی، با گابریلا سکسی بی‌احساس و سریع را تجربه می‌کند. گابریلا به رابطه جنسی با لاری ادامه می‌دهد و در این بین، مارتین گردنبند را پیدا می‌کند. گابریلا با صحبت با دوست دیگرش «کلر»، متوجه برخورد مارتین و بلیک می‌شود. و با چک‌کردن لپ‌تاپ و تماشای ویدیوهای قدیمی و ایمیل‌هایی که مارتین به بتانی داده‌است؛ متوجه احساسات مارتین می‌شود.
آنها شروع به بحث می‌کنند و مارتین داستان گردنبند و سکس مخفیانه گابریلا با لاری را به‌میان می‌آورد. گابریلا آپارتمان را ترک می‌کند و به خانه لاری می‌رود. لاری، گابریلا را به یک سفر کاری ۲ ساله در سراسر اروپا از جمله بارسلون دعوت می‌کند؛ که باید تا ۲هفته دیگر آن را شروع کنند. گابریلا براب مارتین چندین پیامک می‌فرستد، اما او جواب نمی‌دهد. در مهمانی گابریلا، بلیک را می‌بیند و از لاری می‌خواهد که او را بیرون کند. او قبول نمی‌کند و او را نابالغ خطاب می‌کند. گابریلا مهمانی را ترک می‌کند؛ و به یک باشگاه شبانه می‌رود؛ و با دو مرد تا مرز رابطه‌جنسی پیش می‌رود.
سرانجام مارتین و بتانی با هم ملاقات می‌کنند. بتانی بیان می‌کند که تقصیر هیچ‌یک از آنها نیست، که ازدواج آنها نتیجه ای نداشته‌است؛ زیرا آنها هر دو جوان و ساده لوح بودند. بتانی از زندگی‌اش، با وجود اینکه خسته کننده و قابل پیش‌بینی شده‌است؛ خوشحال است؛ بنابراین آنها راه خود را دوستانه از هم جدا می‌کنند.
گابریلا صبح روز بعد برمی‌گردد و سعی می‌کند با لاری دربارهٔ اتفاقی که افتاده صحبت کند، اما او می‌گوید اهمیتی نمی‌دهد و رفتار او را تحقیر می‌کند. گابریلا با بیان این‌که نمی‌خواهد زندگی اصلی‌اش را با لاری شروع کند، او را ترک می‌کند و در نهایت به مارتین برمی‌گردد.
گابریلا اعتراف می‌کند، که مارتین را تنها برای خود می‌خواهد؛ مارتین هم که هرگز با یک رابطه باز راحت نبوده‌است؛ با او آشتی می‌کند و به عشق‌شان اطمینان می‌دهند. آنها همچنین تصمیم می‌گیرند از این به بعد رابطه خود را جدی بگیرند؛ هرچند که ممکن است از یکدیگر خسته شده یا از یکدیگر رنجیده شوند.

## نقد رابطه‎باز
این فیلم دربارهٔ نوعی انحراف در ارتباط بین زوجین به نام «رابطهِ‌باز» است.دکتر استر پرل روان‌درمانگر، با بازی در این فیلم و در نقش خودشان، ایده «هوش شَهوانی» آمده در کتاب «گرفتاری در رابطه‌ی جنسی: بازکردن هوشمند قفل اروتیک(۲۰۰۶)» را اینگونه توضیح می‌دهد: «گفتگو در مورد خیانت و رابطهِ باز میان زوج‌های جوان، یک موضوع واحد نیست. چون عصاره خیانت، رازداری و مفهوم رابطهِ باز حول صداقت طرفین بنا شده‌است. این ایده جالبی نیست، که اگر طرفین به‌دنبال پیداکردن نفر سومی باشند، لزوماً به این معنی است، که می‌خواهد از همسر خود دوری کند؛ بلکه به این معنی است، که من می‌خواهم خودم را در جای دیگر پیدا کنم؛ و با قدرت بیشتری به زندگی اصلی‌ام برگردم.» «اما در رابطه‌های پنهانی، زوجین در تلاش هستند، با حفظ پایداری و امنیت خانواده، آزادی و خودمختاری را هم داشته باشند؛ و این رابطه و وابستگی ناممکن، باعث ایجاد چالشی بزرگ در زندگی آنها می‌گردد.» «پس بهترین حالت در رابطهِ باز بین زوجین این است که به آن به چشم یک استراحت بین‌راه نگاه کنند و هرگز آن را به عنوان مقصد نبینند.»

## تولید
این فیلم به سرعت تأمین مالی و تولید شد؛ و در پاییز ۲۰۱۶ فیلمبرداری آن آغاز گردید. در تیتراژ پایانی، دریک دورموس فیلم را به آنتون یلچین که در سال ۲۰۱۶ درگذشت؛ و در فیلم او یعنی مثل دیوانه (۲۰۱۱) بازی کرده بود؛ تقدیم می‌کند.

## انتشار
نخستین نمایش فیلم در ۲۵ ژانویه ۲۰۱۷ و در طی جشنواره فیلم ساندنس بود، و سپس در ۳ نوامبر ۲۰۱۷ در ایالات متحده اکران شد. مدت کوتاهی پس از آن، نتفلیکس حق پخش جهانی را برای این فیلم به دست آورد.

## بازخورد

### فروش
این فیلم ۱۱۷ دقیقه‎ای در مجموع فروش جهانی توانست به مبلغ ۱۲۴٬۷۸۳ دلار در گیشه دست پیدا کند.